# Ruang
Ruang (indonésky Gunung Ruang) je sopka a menší ostrov s rozměry 4 × 5 km, nacházející se v jižní části indonéského souostroví Sangihské ostrovy, severně od ostrova Sulawesi a jihozápadně od ostrova Tagulandang. Administrativně ostrov náleží do provincie Severní Sulawesi. 
Vrchol stratovulkánu dosahuje výšky 725 m n. m., nicméně základna leží na dně Celebeského moře. Od začátku 19. století bylo zaznamenáno asi tucet explozivních erupcí. Předposlední a zároveň největší (VEI 4) proběhla roku 2002.
Krátce po půlnoci 17. dubna 2024 došlo k sopečné erupci, čímž se přerušilo 21 let dlouhé období nečinnosti. Během dne podstatně zesílila. Erupční sloupec dosáhl výšky několik kilometrů, přičemž ho doprovázela silná aktivita tzv. sopečných blesků. Hlášeny byly i pyroklastické proudy. Událost přiměla 800 obyvatel ostrova se evakuovat. Zároveň bylo uzavřeno i mezinárodní letiště u města Manado na ostrově Sulawesi, vzdálené od sopky zhruba 100 km.